# 高畑誠一

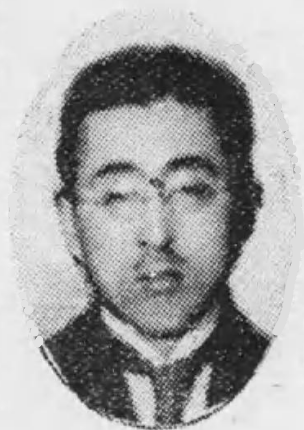
高畑誠一

高畑 誠一（たかはた せいいち、1887年（明治20年）3月21日 - 1978年（昭和53年）9月19日）は、日本の実業家。日商株式会社（後の日商岩井、現・双日）の元会長。

## 経歴
愛媛県喜多郡内子町出身。父・宗次郎、母・タキセの長男。生家は内子町ではかなり古い家系で、誠一で14代目になる。呉服、食料品、日用雑貨までなんでも扱う小売店をやっていた。いわゆる“よろずや”だったが、誠一が小学校にあがる頃この“よろずや”を廃業し、生糸と木蝋の製造業を始めた。
旧制西条中学校（現・愛媛県立西条高等学校）を経て神戸高等商業学校（現・神戸大学）を卒業。同期に永井幸太郎、出光佐三、和田恒輔。神戸高商在学中は三井物産への入社を志望していたが、尊敬する同校校長の水島銕也の推薦ということで鈴木商店に入社する。入社した1909年3月当時の鈴木商店は樟脳、はっか、麦粉、外米、砂糖などを扱っている小さな貿易商だった。1912年ロンドン支店勤務となる
1914年に第一次世界大戦が勃発すると、鈴木商店の番頭金子直吉の指示で投機的な買付を指揮する。また本国を介さない三国間貿易を日本人として初めて手がけ、鈴木商店のビジネス拡大に大きく貢献した。
1927年に鈴木商店の経営が破綻すると、1928年高畑は、台湾銀行の森広蔵頭取や三菱財閥の各務鎌吉などの支援を得て、永井幸太郎とともに、鈴木商店の子会社だった日本商業会社を日商株式会社と改め再出発を図り、同社を日本でも屈指の総合商社に育て上げる。
1945年には日商の代表取締役会長に就任した（～1963年）。その間1957年には日本火災海上保険（現・損害保険ジャパン日本興亜）の社長に就任している。1961年大阪府産業功労賞受賞。同年藍綬褒章受章。1962年紺綬褒章木杯一組台付。1965年勲三等瑞宝章受章。1978年正五位。墓所は内子町禅昌寺。
広い自宅は、神戸市東灘区御影郡家にあった。

## 人物像
ロンドン時代に始めたというゴルフとの関係も深い。1912年（大正元年）当時絶頂期にあった大英帝国のロンドン支店に弱冠25歳で赴任、長くロンドン支店長として活躍した。高畑はロンドンに駐在して間もなく、健康のために勧められゴルフを始めたが、当時の日本には小さなゴルフ場が3、4カ所あっただけで、日本人ゴルファーは数えるほどしかいなかったという。1921年（大正10年）の春に摂政宮（後の昭和天皇）が訪欧した際、摂政宮にエキシビションマッチを見せる企画を進めた（アジントンゴルフ場）。
1926年に発足した関西ゴルフユニオン（後の関西ゴルフ連盟）の設立に関与したほか、当時公式な日本語版ルールブックが存在しなかったことから1934年には独自に日本語に翻訳したルールブックを出版するなど、日本におけるゴルフの普及に大きく貢献した。ゴルフクラブのヘッドカバーの考案者でもある。

## 家族
- 妻・千代子（鈴木商店店主の2代目鈴木岩次郎の長女）

## 著書
- 「Industrial Japan and industrious Japanese / by Seiichi Takahata. Osaka : Nissho Co. [distributor] 1968」